# Whitney Able
Whitney Nees Able (6 de fevereiro de 1982 Houston, Texas),mais conhecida como Whitney Able, é uma atriz norte-americana,descendente de franceses,escandinavos,Britânicos e eslovacos. mais conhecida pela personagem Chloe no filme All the Boys Love Mandy Lane, estrelado por Amber Heard, ou pelo filme Monsters.

## Filmes
| Ano  | Título                                | Papel             | Notas          |
| ---- | ------------------------------------- | ----------------- | -------------- |
| 2005 | Age of Kali                           | Sabrina           |                |
| 2006 | Dead Lenny                            | Eve               |                |
| 2006 | All the Boys Love Mandy Lane          | Chloe             |                |
| 2007 | Love and Mary                         | Lucy              |                |
| 2007 | Unearthed                             | Ally              |                |
| 2008 | Remarkable Power                      | Candy             |                |
| 2009 | Mercy                                 | Heather           |                |
| 2010 | Everything Will Happen Before You Die | Jasmine           |                |
| 2010 | More Things Change                    | Robyn             |                |
| 2010 | The Man That I Was                    | Rachel            |                |
| 2010 | Monsters                              | Samantha Wynden   |                |
| 2010 | Abelar: Tales of an Ancient Empire    | Xia               |                |
| 2010 | Pound of Flesh                        | Rachel Fry        |                |
| 2010 | The Kane Files: Life of Trial         | Anna Kane         |                |
| 2010 | Black Hole                            | Eliza             | Curta-metragem |
| 2011 | Literally, Right Before Aaron         | Girl from Vermont | Curta-metragem |
| 2011 | Bad Actress                           | Rebecca Pillage   |                |
| 2011 | Annabel                               | Annabel           | Curta-metragem |
| 2012 | Free Samples                          | Dana              |                |
| 2013 | Straight A's                          | Fran              |                |
| 2013 | A Walk Among the Tombstones           |                   |                |
| 2013 | Man Without a Head                    | Girl #4           |                |
| 2014 | Fluidic                               | Fave              |                |
| 2014 | Dark                                  | Kate              |                |
| 2015 | Fluidic '                             | Fave              |                |

## Televisão
| Ano  | Título                  | Papel                 | Notas                                       |
| ---- | ----------------------- | --------------------- | ------------------------------------------- |
| 2006 | Secrets of a Small Town | Meredith              | Episódio: "Pilot"                           |
| 2006 | Rodney                  | Phys. Ed. Major       | Episódio: "Where the Rubber Meets the Road" |
| 2007 | CSI: NY                 | Rita Steinway         | Episódio: "Obsession"                       |
| 2007 | Cold Case               | Rainey Karlsen (1997) | Episódio: "Stand Up and Holler"             |
| 2010 | Tough Trade             | Carmen                | Filme para TV                               |
| 2010 | Nikita                  | Hanna Cushko          | Episódio: "2.0"                             |
| 2010 | Criminal Minds          | Penny Hanley          | Episódio: "Reflection of Desire"            |